# Sonorella waltoni
Sonorella waltoni är en snäckart som beskrevs av W. B. Miller 1968. Sonorella waltoni ingår i släktet Sonorella och familjen Helminthoglyptidae. Inga underarter finns listade i Catalogue of Life.